# Powiat Polkowicki
Der Powiat Polkowicki ist ein Powiat (Kreis) in der Woiwodschaft Niederschlesien in  Polen mit dem Sitz in Polkowice (Polkwitz). Der Powiat hat eine Fläche von 780 km², auf der rund 63.000 Einwohner leben.

## Gemeinden
Der Powiat umfasst drei Stadt-und-Land-Gemeinden, deren gleichnamige Hauptorte das Stadtrecht besitzen, sowie drei Landgemeinden.
Einwohnerzahlen vom 31. Dezember 2020

### Stadt-und-Land-Gemeinden
- Chocianów (Kotzenau) – 12.721
- Polkowice (Polkwitz) – 27.704
- Przemków (Primkenau) – 8282

### Landgemeinden
- Gaworzyce (Quaritz) – 3959
- Grębocice (Gramschütz) – 5427
- Radwanice (Wiesau) – 4904